# よしもと下克上
『よしもと下克上』（よしもとげこくじょう）は、TBSラジオの制作、JRN系列で毎週土曜深夜に放送されていたトークバラエティー番組である。
2010年4月10日放送開始、2014年3月29日終了。放送時間は各局共通で毎週日曜日 3:00 - 4:00（土曜深夜、JST）

## パーソナリティー
- トータルテンボス
- 月決めタレント一組

## 概要
よしもとクリエイティブ・エージェンシー所属の若手芸人3組が持ち時間をかけてフリートーク。携帯電話でのダウンロード数が1番多かった組が「月間チャンピオン」となり、翌月に15分の冠コーナーを獲得できる。
オープニングのタイトルコールや一部ジングルでは「トータルテンボスのよしもと下克上」と読み上げられ、トータルテンボスの冠番組扱いになっているともいわれている。
赤坂サカスで公開収録のイベントを何度か実施した。

## コーナー
- おじいちゃんの知恵袋

CM後のサウンドステッカー（ジングル）を使って行われるネタコーナー。
- 10年選手あるある

BGM : 10years / 渡辺美里
その職業を10年続けた人だけが分りそうなあるあるネタを募集するコーナー。職業は毎週変わる。コーナーの最後には作家のあっぱれコイズミが次週の職業についての例となるネタを発表し、CMに入る傾向がある。
最近は藤田によるタイトルコールの後に上記のBGMを二人で曲に合わせて歌うことが多い。コーナーの時間を少し割いて曲についてのトークを続けたこともあった。
- ハリキリ中学生のコーナー
- あえげば尊し

リスナーの喘ぎ声を紹介するコーナー。

### 過去のコーナー
- ダメ人間川柳

※「おじいちゃんの知恵袋」の前身コーナー。

## 番組スタッフ

### 構成作家
- パジャマとりや
- あっぱれコイズミ

### ディレクター
- 蝦名

## 放送局
- TBSラジオ（制作局）
- 青森放送（RAB）
- 秋田放送（ABS）
- ラジオ福島（RFC）
- 信越放送（SBC）※2013年4月6日開始。
- 北陸放送（MRO）※2012年9月29日にいったん打ち切られたが、2013年4月6日より再開。
- 静岡放送（SBS）
- 山陽放送（RSK）
- 中国放送（RCC）
- RKB毎日放送（RKB）
- 琉球放送（RBC）

過去のネット局
- 北日本放送（KNB）※2013年3月30日終了。
- 大分放送（OBS）※2010年10月9日開始、2013年3月30日終了。
- 朝日放送（ABC）※2011年10月8日開始。2013年6月30日終了（後継は自社ローカル番組）。

## テーマソング
- オープニング
  - <翔> overdrive / 155bpm（PHAL）
- エンディング
  - <悦> ecsta-sludge / 136bpm（PHAL）